# Веселиновка (Киевская область)
Весели́новка (укр. Веселинівка; до 1946 г. Скопцы́) — село, входит в Барышевскую поселковую общину Броварского района Киевской области Украины. До 2020 года входило в состав Барышевского района.
Расположено на реке Альта, в 55 км от Киева, 18 км от центра общины пгт Барышевка.

## История
Основано в середине XVII века (1620—1645) на возвышении у междуречья реки Альта и её притока Ильтыци. Возникло рядом, возле типового округлого городища диаметром до 60 м, времен Володимира Мономаха, и которое лучше всего сохранилось, как историческая памятка такого типа в Барышевском районе.
В 1915—1916 годах Александра Экстер вместе с другими художниками-супрематистами работала с крестьянами в художественной артели села Вербовка (руководитель — её ученица Нина Генке) и села Скопцы (руководитель Наталья Давыдова).
До 1946 года имело название Скопцы. До революции 1917 года принадлежало к Переяславскому уезду Полтавской губернии Российской империи.

## Транспорт
От села до Барышевки ходят автобусы, в районном центре есть железнодорожная станция.

## Уроженцы
- Буряк, Сергей Кириллович (1909—1974) — генерал-майор Советской Армии.
- Ганна Собачко-Шостак (1883—1965) — мастер украинской народной декоративной живописи.
- Галабурда Виктор Геннадьевич — доктор экономических наук, профессор кафедры «Экономика и управление на транспорте» Института экономики и финансов Московского государственного университета путей сообщения (МИИТ).
- Алексей Яковлевич Сокол — скульптор, создатель памятника «Прометей Раскованный» в Каменском, ставшего впоследствии символом города.
- Власенко, Прасковья Ивановна (1900—1960) — украинская советская мастерица народной декоративной росписи.
- Вовк, Наталия Ефимовна (1896—1970) — украинская советская мастерица ковроткачества.